# The Sea (film, 2013)
Pour le film de 2002, voir The Sea (film, 2002).
Pour plus de détails, voir Fiche technique et Distribution.
The Sea est un film britannico-irlandais réalisé par Stephen Brown, sorti en 2013.

## Fiche technique
- Titre original : The Sea
- Réalisation : Stephen Brown
- Scénario : John Banville d'après son roman
- Direction artistique : Gillian Devenney
- Chef décorateur : Derek Wallace
- Maquillage : Steff Roeg (makeup department)
- Photographie : John Conroy
- Montage : Stephen O'Connell
- Musique : Andrew Hewitt
- Production : 
  - Producteur : David Collins, Michael Robinson, Luc Roeg
  - Producteur exécutif : Ernest Bachrach, Julia Godzinskaya, Philip Herd, Rebecca Long, Andrew Orr, Michael Sackler, Steve Spence
- Société(s) de production : Independent, Samson Films, Quicksilver Films et Rooks Nest Entertainment (in association with)
- Société(s) de distribution : Independent (mondial, tous support)
- Pays d’origine :  Royaume-Uni /  Irlande
- Année : 2013
- Langue originale : anglais
- Format : couleur
- Genre : drame
- Durée : 86 minutes
- Dates de sortie : Royaume-Uni : septembre 2013

## Distribution
- Bonnie Wright : Rose
- Natascha McElhone : Connie Grace
- Rufus Sewell : Carlo Grace
- Ciarán Hinds : Max Morden
- Charlotte Rampling : Miss Vavasour
- Sinéad Cusack : Anna Morden
- Ruth Bradley : Claire
- Karl Johnson : Blunden
- Mark Huberman : Jerome

## Récompense
- Irish Film and Television Awards 2014 : Meilleure actrice dans un second rôle pour Sinead Cusack